# Blå Sommer
Blå Sommer var navnet på Det Danske Spejderkorps' spejderlejre for alle korpsets medlemmer i årene 1985-2009. Blå Sommer afholdtes hvert femte år (siden 1989, første Blå Sommer var i 1985). Der deltog ofte omkring 20.000 spejdere. Før navnet Blå Sommer blev indført, hed lejrene blot korpslejr, i 1980 med titlen Spejd 80 (En lidt anderledes korpslejr, da den bestod af 5 mindre lejre, der blev afholdt samtidig rundt i landet: Jægerspris-, Molbo-, Stevninghus-, Kaas- og Lerchenborg-lejren.
Blå Sommer blev afholdt i 1985 i Haderslev på lånt grund. Siden blev lejren afholdt på Stevninghus Spejdercenter (ved Kliplev) og den til formålet indkøbte naboejendom Holmgård.  
Blå Sommer har ikke været afholdt siden 2009 på grund af DDS's deltagelse i de fælleskorpslige lejre 2012 og 2017 under navnet Spejdernes Lejr

## Blå sommer 2004[1]
- Seniorlejr: 16.-20. Juli
- Hovedlejr: 20.-29. Juli
- Deltagerantal: 21.000[2]
- Størrelse: 882.132m2 græsmark

## Blå sommer 2009
- Hovedlejr: 15.-23. Juli